# Бурк (Немачка)
Бурк (њем. Burk) општина је у њемачкој савезној држави Баварска. Једно је од 58 општинских средишта округа Ансбах. Према процјени из 2010. у општини је живјело 1.168 становника. Посједује регионалну шифру (AGS) 9571128.

## Географски и демографски подаци
Бурк се налази у савезној држави Баварска у округу Ансбах. Општина се налази на надморској висини од 466 метара. Површина општине износи 14,1 km². У самом мјесту је, према процјени из 2010. године, живјело 1.168 становника. Просјечна густина становништва износи 83 становника/km².